# برنگاریا لئون
برنگاریا لئون، سومین همسر جان برین و ملکه هم‌نشین امپراتوری لاتین قسطنطنیه بود. براساس گزارش تروفانتیز، وی دختر آلفونسو نهم لئون و برنگاریا کاستیا و خواهر کوچکتر فرناندوی سوم، پادشاه کاستیا  بود.